# Memoirs of an Imperfect Angel
Memoirs of an Imperfect Angel (dt.: "Memoiren eines unvollkommenen Engels") ist das zwölfte Studioalbum der US-amerikanischen Sängerin Mariah Carey. Es wurde am 28. September 2009 bei Island Records veröffentlicht, in anderen Ländern wie Großbritannien fand die Veröffentlichung später statt, am 23. November 2009. Das Album wurde meistenteils von Carey, Christopher “Tricky” Stewart und Terius “The-Dream” Nash geschrieben und produziert.

## Entstehung
Anfang 2009 begannen die Arbeiten an Memoirs of an Imperfect Angel, bis Februar waren sieben Stücke fertig. Produzent The-Dream gab bekannt:

“I think it’s about just writing an album that includes the focus of all the hits that she’s had. She can’t take a loss; she has to do everything to the T. So it’s basically like we’re trying to make a greatest hits album without using the greatest hits.”

„Ich denke es geht darum, ein Album zu schreiben, das den Fokus aller Hits, die sie hatte, umfasst. Sie kann keine Niederlage hinnehmen; sie muss alles bis zum Äußersten durchziehen. Also machen wir im Wesentlichen ein Greatest-Hits-Album ohne die Greatest Hits zu benutzen.“

Im Mai 2009 wurde der Titel des Albums bekanntgegeben. Dabei arbeitete Carey auch erstmals bei einigen Liedern mit Timbaland zusammen, jedoch schafften es diese nicht auf das Album. Auch mit Jermaine Dupri arbeitete sie, aber auch jene Stücke waren am Ende nicht auf dem Album. Dem Magazin Elle sagte Carey:

“Each song is its own snapshot of a moment in a story. But overall, the vibe is R&B hip-hop with a lot of slow jams. […] Each song has its own mood; some flow seamlessly into each other, and that was the purpose, and others are very different. The album has a sense of humor, [you can hear me laughing out loud at certain points], but it also has deep and introspective moments.”

„Jedes Lied hat seine eigene Stimmung; manche gehen ineinander über, was so gewollt war, und andere sind ganz unterschiedlich. Das Album hat einen Sinn für Humor [man kann mich an bestimmten Stellen laut lachen hören], aber es hat auch tiefe und introspektive Momente.“

## Kritik
Das Album bekam durchschnittliche bis positive Kritiken. Der Seite Metacritic zufolge war es mit 69 von 100 Punkten besser bewertet als die vorigen Alben. Die Website Allmusic schrieb, wegen der Zusammenarbeit mit The-Dream und Tricky Stewart seien Echos von Umbrella auf dem Album zu hören. Das Fehlen großartiger Singles schade dem Album etwas, aber nicht genug, dass es nicht das interessanteste Album innerhalb einer Dekade sei. Die Seite gab dem Album 3,5 von 5 Sternen.

## Titelliste
1. Betcha Gon' Know (The Prologue) – 4:00
2. Obsessed – 4:05
3. H.A.T.E.U. – 4:28
4. Candy Bling – 4:03
5. Ribbon – 4:21
6. Inseparable – 3:34
7. Standing O – 4:00
8. It’s a Wrap  – 3:59
9. Up Out My Face – 3:41
10. Up Out My Face (The Reprise) – 0:51
11. More Than Just Friends – 3:37
12. The Impossible – 4:01
13. The Impossible (The Reprise) – 2:26
14. Angel (The Prelude) – 1:04
15. Angels Cry – 4:02
16. Languishing (The Interlude) – 2:34
17. I Want to Know What Love Is – 3:27

Bonus-Titel
1. Obsessed (Cahill Radio Mix) – 3:18
2. Obsessed (Seamus Haji & Paul Emanuel Radio Edit) – 3:10
3. Obsessed (Jump Smokers Radio Edit) – 3:18
4. Obsessed (Friscia & Lamboy Radio Mix) – 4:09